# Uromys hadrourus
Uromys hadrourus is een knaagdier uit het geslacht Uromys dat voorkomt in Australië. Zijn verspreidingsgebied bestaat uit drie stukken regenwoud in Noordoost-Queensland: Thornton Peak en de McDowall Range; Carbine Tableland; Lammins Hill en omliggende gebieden. Hij is oorspronkelijk beschreven als een soort van Melomys, maar later naar Uromys verplaatst.
De rug is bruin, met roodachtige stukken bij de staartwortel, onder de oren en in de nek, de onderkant wit. Rond de ogen zit een donkere ring. De lange, dunne, naakte staart is grijs, behalve de laatste tien centimeter, die wit zijn. De kop-romplengte bedraagt 170 tot 185 mm, de staartlengte 185 tot 195 mm, de achtervoetlengte 37 tot 38 mm, de oorlengte 20 tot 25 mm en het gewicht 140 tot 205 gram. Vrouwtjes hebben 0+2=4 mammae.
Deze soort eert noten en insecten. Hij paart in het begin van het natte seizoen (november-januari).
Bergmozaïekstaartrat (Uromys anak) · Mozaïekstaartrat (Uromys caudimaculatus) · Uromys boeadii · Uromys emmae · Uromys hadrourus · Uromys imperator · Uromys neobritannicus · Uromys porculus · Uromys rex · Uromys siebersi · Uromys vika